# LauncherOne

Impressão artística do foguete LauncherOne.

O LauncherOne é um veículo de lançamento descartável de dois estágios em desenvolvimento capaz de transportar até 500.225 kg a uma órbita terrestre baixa por preços abaixo de US$ 10 milhões. O foguete será lançado a partir de uma aeronave Boeing 747-400, a uma altitude para começar suas missões suborbitais. Graças à extrema flexibilidade de lançamento aéreo, os clientes da Virgin Galactic irão desfrutar de custos de infraestrutura reduzidos, além da ampla gama de possíveis locais de lançamento adaptados às exigências de missão individuais e às condições meteorológicas.

## Características
O LauncherOne é um sistema de lançamento descartável de dois estágios com querosene RP-1 e oxigênio líquido como propelentes. O primeiro estágio é alimentado pelo motor NewtonTwo. O segundo estágio, com o motor NewtonOne, é projetado para inserção em órbita.
Após a decolagem com o avião transportador, o LauncherOne será liberado a partir da mesma a uma altitude de cerca de 15 quilômetros acima do nível médio do mar. O LauncherOne será liberado em queda livre por aproximadamente quatro segundos antes do primeiro estágio inflamar. Os dois estágios vão operar em sequência, com o potencial para o segundo estágio ser reinflamado; e a carga será entregue a uma órbita terrestre baixa.
Em 2015, o NewtonThree deveria ser um motor com empuxo entre 260 e 335 kN; e começou os testes estáticos em março daquele ano. Em junho de 2015, os relatórios sugeriam que o NewtonThree iria ser usado no primeiro estágio do LauncherOne.
Em dezembro de 2015, a Virgin apresentou um projeto onde o primeiro estágio iria utilizar um motor maior, o NewtonThree, no primeiro estágio, enquanto o motor NewtonFour seria usado no segundo estágio; e isso foi confirmado em junho de 2018, quando a Virgin Orbit estava apta a iniciar os testes de voo no segundo semestre de 2018. O NewtonThree gera 330 kN de empuxo, enquanto o NewtonFour gera 22 kN para o segundo estágio.

## Veículo transportador

Impressão artística do foguete LauncherOne sendo lançado pelo Boeing 747-400.

Originalmente, era para usar a aeronave White Knight Two como veículo transportador. O White Knight Two é também a única aeronave projetada capaz de transportar a nave tripulada SpaceShipTwo, capaz de realizar voo suborbital. Porém, em 2014, o conceito foi ampliado para aumentar o desempenho, usando os maiores motores NewtonThree e NewtonFour; e um avião transportador Boeing 747-400 acabou substituindo o WhiteKnightTwo, que é uma aeronave menor.
Um lançamento inaugural estava previsto para acontecer em 2016. Inicialmente, as missões do LauncherOne vão ocorrer a partir do Spaceport America, um novo espaçoporto comercial localizado no estado do Novo México, Estados Unidos.